# Левандовский, Михаил Ильич
Михаи́л Ильи́ч Левандо́вский (р. 8 марта 1972) — российский игрок в «Что? Где? Когда?» (как в спортивный, так и в телевизионный вариант). Четырёхкратный чемпион мира (2005, 2011, 2015, 2017), серебряный (2006, 2008, 2016) и бронзовый (2003, 2013, 2014, 2018) призёр чемпионатов мира, четырёхкратный чемпион России (2005, 2007, 2009, 2011), победитель чемпионата России 2024 года, трижды чемпион Москвы. В настоящее время — игрок команды «Рабочее Название». В 2002—2010 годах выступал в основном за команду Кузьмина (она же «Голден Телеком»), в 2010—2014 за команду «Афина» (капитан — М. Поташев). Согласно сайту МАК ЧГК, входит в число 6 игроков, принявших участие во всех семнадцати чемпионатах мира по спортивному «Что? Где? Когда?» (по состоянию на 2020 год).

## Биография
Окончил 57 школу в 1989 году и Московский физико-технический институт в 1995 году. Ученик Л. И. Бородкина. Кандидат исторических наук (1999, диссертация «Модели синергетики в исследованиях по социальной истории России конца XIX — начала XX вв.»). В 1999—2004 годах — доцент Государственного университета — Высшей школы экономики.
Член элитарного клуба «Что? Где? Когда?», играл в 2002—2008 годах в команде Алеся Мухина. Провёл в клубе 25 игр, 14 из которых (56 %) завершились победой знатоков.
В настоящее время совместно с Максимом Поташёвым — совладелец консалтингового агентства «R&P consulting». Совместно с Поташёвым выпустил руководство по клиентскому обслуживанию «Век клиента» (М.: АСТ, 2015).
В 2016 году написал детективную повесть «13 сектор», главный герой которой имеет очевидные биографические сходства с автором. В одном из интервью Михаил Левандовский отмечал, что «многие положительные и отрицательные герои имеют свои прототипы в „Что? Где? Когда?“», а также анонсировал «несколько продолжений» (по состоянию на 2022 год продолжения повести не издавались).
Принимал участие в других телепередачах, в большинстве случаев неудачно:
- В 2001 году в передаче «О, Счастливчик!» стал одним из первых игроков, дошедших до 13 вопроса, но потом потратил все три подсказки на один вопрос и дал на него неправильный ответ (итоговый выигрыш — 32 000 рублей)[3]
- В 2001 году в передаче «Своя игра» после трёх раундов имел отрицательную сумму на счету и покинул игру до финального раунда[4]
- В 2003 году вместе с другими знатоками «Что? Где? Когда?» принял участие в передаче «Русская рулетка» (занял последнее место, первым покинув игру)
- В 2004 году принял участие в передаче «Угадай мелодию», по результатам второго раунда имел наименьшее количество баллов на счету и покинул игру (последнее место).